# Градишка (Кунгота)
Градишка (словен. Gradiška) — поселення в общині Кунгота, Подравський регіон, Словенія.